# Læge-aloe
Læge-Aloe (Aloë vera) er en sukkulent, flerårig urt med en tueformet vækst. Det botaniske navn udtales a-lo-e ve-ra, og ikke som det ofte høres: a-lo-ve-ra.
Bladene danner en grundstillet roset, som med tiden kan udvikle en kort stamme. Bladene er tykke og kødfulde, lancet- eller linjeformede med tandet rand og lang spids. Over- og undersiderne er ensartet grågrønne og overtrukket med en blålig dug.
Planten har CAM-fotosyntese og opbevarer vand i bladene i form af en gel med 96 % vandindhold.
Blomstringen sker i sommertiden, afhængigt af vokseforholdene, og den udløses først efter mange års vækst. Blomsterne er samlet endestillet i en lang, aksagtig stand på oprette, bladløse skud. Blomsterne er tretallige og rørformede med gule eller gulorange kronblade. Frugterne er kapsler med mange frø.
Rodnettet består af en dybtgående pælerod og mange, trævlede siderødder.
Højde x bredde og årlig tilvækst: 0,60 x 0,40 m (25 x 20 cm/år), heri medregnet den sent dannede stamme. Disse mål kan fx bruges til beregning af planteafstande, når arten anvendes som kulturplante.

## Voksested
Læge-Aloe foretrækker et lysåbent voksested med en gruset, veldrænet og varm jord. Artens naturlige hjemsted er uklart, men det menes, at den egentlig – som andre arter af samme slægt – hører hjemme i Sydafrika
.
Da arten har været dyrket mange steder på kloden, er den naturaliseret overalt, hvor klimaet passer den: Sydeuropa, Algeriet, Marokko, Tunesien, Pakistan, Indien, Kina, Australien, Nigeria, Belize og Paraguay samt USA og også på de Kanariske øer, Madeira og Barbados.

## Gavnlighed
Det diskuteres stadig, om planten indeholder stoffer, der gavner ved indtagelse, men mange har haft glæde af at bruge aloe-gel udvortes ved skoldninger, forbrændinger og hudafskrabninger.

## Pasning
En aloe vera-plante har kun brug for mager, gruset jord, og hvis jorden er for tung, våd eller for næringsrig, bliver rødderne for tynde. Aloen skal stå lyst, og kan tåle direkte sollys, og kan klare sig med meget lidt vand.

## Galleri
- Dyrkning af Læge-Aloe på Gran Canaria
- Blomsterknop hos Læge-Aloe
- Udsprungne blomster hos Læge-Aloe

## Note
1. ↑  www.hear.org: Rod Randall: Global Compendium of Weeds. Aloe vera
2. ↑  Ashar Ali Farooqi og B.S. Sreeramu: Cultivation of Medicinal and Aromatic Crops, (revideret udg.), 2004 ISBN 81-7371-353-7, side 25.
3. ↑  Jf. K. Davis, S. Philpott, D. Kumar og M. Mendall: Randomised Double-Blind Placebo-Controlled Trial Of Aloe Vera For Irritable Bowel Syndrome